# Aristides Lobo (1905-1968)
Aristides da Silveira Lobo (Monte Santo de Minas,27 de maio de 1905 — São Paulo, 9 de novembro de 1968) foi professor, jornalista e militante comunista brasileiro. Trotskista foi um dos fundadores da Oposição de Esquerda no Brasil, em 1931 e, em seguida, da Liga Comunista Internacionalista.

## Biografia
Conseqüência de um acidente na infância, Aristides Lobo havia perdido a visão de um olho. Por parte de pai, era sobrinho do famoso propagandista da República Aristides Lobo e, por parte de mãe, do poeta Alberto de Oliveira. Não usava o nome inteiro. Assinava artigos e traduções como Aristides Lobo e assim era conhecido.
Revolucionário, ingressou em 1923 no Partido Comunista do Brasil (PCB), com dezoito anos. Foi expulso em 1930 por pertencer à corrente liderada internacionalmente por Leon Trotsky. Fundou a Juventude Comunista, a Associação dos Amigos da Rússia e a Frente Única Antifascista.  Iniciador da luta contra o stalinismo no Brasil, pertenceu à direção do Partido Socialista Brasileiro (PSB). Várias vezes candidato a deputado estadual e federal, quer pelo Partido Comunista, quer pelo Partido Socialista, nunca foi eleito.
Preso pela primeira vez em 1927 e a última em 1938, num total de 25 prisões, com cerca de dois anos de permanência no cárcere. Exilado em 1930 vai para o Uruguai, depois Argentina.  Lá conhece Luiz Carlos Prestes, cujos primeiros manifestos, como por exemplo o famoso Manifesto de Maio,  redigiu conjuntamente, entre os quais, por sua exclusiva iniciativa, o de dissolução da Liga de Ação Revolucionária. Em sua última prisão, no período de março a agosto de 1938, foi condenado pelo Tribunal de Segurança Nacional a dois anos de cárcere, tendo sido considerado pelos juízes como foragido, mas o advogado Evaristo de Moraes, nomeado para defendê-lo, apelou da sentença e conseguiu-lhe a absolvição.
Tradutor de obras marxistas, em contato permanente com os elementos intelectuais mais próximos das posições revolucionárias, Aristides Lobo esteve em contínuo confronto com os dirigentes do Partido Comunista. Aristides Lobo criou-se no Rio de Janeiro e, na juventude, ganhou a vida como comerciário e, mais tarde, foi professor de português e tradutor do francês, italiano e espanhol.
Entre as inúmeras traduções que fez de obras políticas e filosóficas está o ABC do Comunismo, de Nicolai Bukharin, obra referencial do marxismo no Brasil. Como jornalista, trabalhou e colaborou em vários jornais comunistas, trotskistas, de propaganda revolucionária: A Classe Operária, O Homem Livre,  Vanguarda Socialista  e outros.
Ingressou na Folha de S. Paulo em 1945, trabalhando na editoria internacional até o final de sua vida, em 1968, onde traduzia artigos e, eventualmente, escrevia editoriais. Um enfarte do miocárdio o matou. Aristides Lobo morreu aos 63 anos, e no dia seguinte ao seu enterro, a Folha de S.Paulo publicou ampla reportagem sobre a sua morte, com declarações de colegas de trabalho. Segundo Fúlvio Abramo foi um militante honesto, dedicado e corajoso, intelectual ativista e enérgico, um orador brilhante enviado a São Paulo para organizar o comitê regional local.

## Traduções
- Alfred de Musset, A Confissão de um Filho do Século, Athena, 1936 (com Adelaide Pinheiro Guimarães)†
- Blaise Pascal, Pensamentos, Athena, 1936†
- Cesare Beccaria, Dos Delitos e das Penas, Athena, 1937†
- Dante Alighieri, Vida Nova, Athena, 1937 (com Blasio Demétrio)†
- Emilio Lussu, Marcha sobre Roma... e arredores, Cultura Política, 1935†
- Erasmo de Roterdã, Elogio da Loucura, Athena, 1939†
- François de La Rochefoucauld, Máximas e Reflexões, Cia. Brasil, 1939†
- François Rabelais, Gargântua, Athena, 1936†; HUCITEC, 1986; Ediouro
- Guido de Ruggiero, Sumário de História da Filosofia, Athena, 1937†
- Gustave Flaubert, Madame Bovary, Athena, 1937†
- Ignazio Silone, Fontamara, Cultura Política, 1935
- René Descartes, Discurso sobre o Método, Athena, 1939†
- Tommaso di Campanella, A Cidade do Sol, Athena, 1935†; Abril Cultural, Ediouro
- Vladimir Lênin, O Estado e a Revolução, Guairá, 195?; LECH, 1979

† Traduções publicadas sob o pseudônimo de Paulo M. Oliveira.

## Citações de Aristides Lobo
| “ | Os gênios precisam ser lidos e estudados com muito cuidado porque radicalizam os conceitos. Para Karl Marx tudo era problema de economia. O amor, a religião, a história, o ato de pensar e o ato de criar, tudo, para ele, associava-se ou era decorrente da economia. Sigmund Freud também radicalizava e tinha na psicanálise as respostas para todos os problemas do mundo e do comportamento humano. | ” |

## Estátua
O corpo de Aristides Lobo foi velado durante uma noite inteira no saguão da Folha de S. Paulo e durante a vigília da madrugada um técnico contratado por Cláudio Abramo elaborou, em trabalho que durou quatro horas, a máscara mortuária de Aristides Lobo, moldando o seu rosto em gesso. Essa máscara permaneceu na sala de Cláudio Abramo durante dois anos, até 1970, quando ele entregou a peça a Edson Flosi, com a seguinte recomendação:
| “ | O Aristides Lobo era comunista, você também é comunista, então confio esta peça em gesso a você. Leve-a para casa e um dia, quando tiver dinheiro, mande confeccionar um busto em bronze do Aristides Lobo, a partir do molde. Faça o que quiser, depois, com o busto, mas faça alguma coisa para homenagear esse nosso companheiro. | ” |

Em 1973 Edson Flosi contrata o artista A. Camarotto, do Liceu de Artes e Ofícios de São Paulo, para fazer a escultura. O trabalho durou seis meses e dele participaram parentes de Aristides Lobo. Em 1994, vinte e quatro anos decorridos, a estátua foi encaminhada ao Sindicato dos Jornalistas de São Paulo, que a mantém até hoje na sua sede, prestando, desta forma, homenagem a Aristides Lobo.